# Levantad, carpinteros, la viga del tejado y Seymour: una introducción
Levantad, carpinteros, la viga del tejado y Seymour: una introducción es un libro escrito por J. D. Salinger integrado por dos relatos editados conjuntamente en 1963, aunque publicados con anterioridad en la revista The New Yorker. Fue el tercer libro más vendido en ese año en los Estados Unidos.

## Levantad, carpinteros, la viga del tejado
Como la mayoría de las historias protagonizadas por la familia Glass, el relato está narrado por Buddy Glass, el segundo de los hermanos. Buddy está realizando el servicio militar durante la II Guerra Mundial y obtiene un permiso para asistir a la boda de su hermano Seymour con su prometida Muriel, siendo el único de la familia que puede asistir. Seymour no se presenta a la ceremonia y Buddy debe enfrentarse a las especulaciones y comentarios desagradables hacia su hermano sin poder revelar su identidad.

## Seymour: una introducción
En este relato, el narrador también es Buddy Glass, introduce al lector en el mundo de su hermano Seymour y en él están presentes, como en otros protagonizados por los Glass, el budismo Zen, el haiku y la filosofía hindú vedānta. La historia es un monólogo interior con datos semi-autográficos.